# El legado estratégico de Juan Perón
El legado estratégico de Juan Perón es una película argentina documental estrenada el 25 de febrero de 2016 dirigida por Pino Solanas.

## Sinopsis
En 1971, durante la España del último Franco, Solanas y Getino frecuentaron la residencia de Juan Perón en Puerta de Hierro para filmar –clandestinamente- dos largos documentales con el expresidente. Fueron seis meses de viaje entre Madrid y Roma, donde se hacía el montaje, llevando ocultos los negativos que rodaban y eludiendo la pretensión de López Rega de adueñarse de ellos. En el verano de 2012 Solanas comenzó a rodar El legado en la residencia que Perón y Evita construyeron en San Vicente en 1947. Durante tres años se fue armando la película y al mismo tiempo se investigaron archivos fotográficos y documentos. Por primera vez, se utilizan fragmentos de grabaciones inéditas de las conversaciones informales que Solanas y Getino mantuvieron con Perón.

## Críticas
Emilio Basile en Escribiendo Cine opinó:

«La película como documental no cuenta con suficientes elementos para articular el verdadero pensamiento detrás del film (que no es el de Perón sino el de Fernando "Pino" Solanas): el mismo Solanas sin jamás ocultarlo, asume un rol de discípulo y a la vez maestro, contando su propia visión de la historia, del justicialismo y hasta de los hechos más discutidos asociados a Perón como la relación con López Rega o la masacre de Ezeiza…. El ejemplo más claro de esto es cómo el realizador completa con sus propias palabras situaciones de las cuales no hay registro ni fílmico ni sonoro. Lo de López Rega es un ejemplo. Solanas no oculta… su intención de trasmitir su propio discurso político acerca de la historia argentina. Se parte de una supuesta objetividad surgida de evidencia para llegar a la subjetividad del realizador de la que puede estarse o no de acuerdo pero sin posibilidad de corroborar documentos.»

Juan José Salinas en Pájaro rojo opinó:

«La voz de Perón, en “El legado”, surgiendo desde el sillón vacío que alguna vez lo contuvo, y dirigiéndose a uno de los que alguna vez -casi medio siglo atrás- fueran sus interlocutores, es un momento de particular intensidad. Todo lo demás...es mentira. Buena mentira desde el punto de vista del arte cinematográfico; aunque mala desde la política: un anacrónico grabador de periodista de los ’80 reproduciendo la voz digitalizada del Líder, por ejemplo; o montajes y collages imposibles, hechos...en una isla digital de segunda generación, por señalar otro caso. Sin embargo, el recurso ficcional que no nos parece muy legítimo -cuando hablamos de documentar la historia- es decir, como hace Solanas al tratar de explicar por qué Perón había elegido finalmente como secretario privado a José López Rega, que el anciano líder lo llevó a Solanas aparte, lejos de los micrófonos, a la sombra de los árboles de Puerta de Hierro, para confiarle que dado que estaba siendo espiado por todos los servicios de Inteligencia del planeta, había optado por trabajar con las personas que el destino había puesto a su lado, conociendo sus mañas y limitaciones… (sin comentarios)….Solanas reescribe cual demiurgo, en un espacio cerrado y sin contradicciones, con un sobreactuado didactismo (que por momentos compite con la visita guiada al museo de San Vicente), la historia reciente argentina. Muchos de los protagonistas y testigos de esa historia ya han muerto. Otros tantos, aunque vivos, no fueron convocados para esta película. …No hace falta marcar, ya que esto es una simple reseña crítica, las omisiones, las elipsis y los silencios de Solanas al construir su relato de la última historia argentina, de 1971 hasta hoy. Cada mención y cada imagen, con el corte, el encuadre y la duración elegidos, responden a un propósito publicitario, más que propagandístico en el buen sentido.»

## Créditos
- Produce: Cine Sur S.A.

- Productora: Victoria Solanas.

- Guion y Dirección: Fernando Solanas.

- Fotografía: Rino Pravatto.

- Montaje: Fernando Solanas, Nicolás Sulcic.

- Corrección de color: Nahuel Srnec.

- Música: Mauro Lázaro.

- Sonido: Santiago Rodríguez.

- Asistencia de producción, extras frente a cámara y filmación de algunas tomas : Ramiro Simón